# قرار مجلس الأمن التابع للأمم المتحدة رقم 789
قرار مجلس الأمن التابع للأمم المتحدة رقم 789، المتخذ بالإجماع في 25 تشرين الثاني / نوفمبر 1992، بعد إعادة التأكيد على القرارات المتعلقة بقبرص بما في ذلك 365 (1974)، 367 (1975)، 541 (1983)، 550 (1984) و774 (1992) والإشارة إلى تقرير من الأمين العام، حث المجلس جميع الأطراف المعنية على تنفيذ مجموعة من تدابير بناء الثقة.
وأكد المجلس من جديد تأييده لـ «مجموعة الأفكار» وأن الوضع الراهن غير مقبول. كما دعا الجانب التركي الذي عزا فشل المناقشات إلى تبني مواقف تتفق مع مجموعة الأفكار.
بعد الترحيب بالبيانات التي أدلى بها كلا الطرفين عن أنهما سيلتقيان مرة أخرى في مارس 1993، قدم المجلس مجموعة من التدابير المصممة لتعزيز الثقة المتبادلة. وشملت المقترحات:
(أ) خفض عدد القوات الأجنبية في جمهورية قبرص إلى جانب خفض الإنفاق الدفاعي؛
(ب) حث كلا الجانبين على التعاون مع قوة الأمم المتحدة لحفظ السلام في قبرص لتمديد اتفاق عدم التشغيل لعام 1989؛
(ج) بسط سيطرة قوة الأمم المتحدة لحفظ السلام في قبرص لتشمل فاروشا؛
(د) تعزيز الاتصال بين الشعبين من خلال تخفيف القيود عبر المنطقة العازلة للأمم المتحدة؛
(هـ) تخفيف القيود المفروضة على الزوار الأجانب الذين يعبرون المنطقة العازلة؛
(و) أن يقترح كلا الجانبين مشاريع مشتركة بين الطائفتين ويلتزمان بإجراء تعداد سكاني على مستوى قبرص؛
(ز) أن يجري كلا الجانبين دراسات جدوى فيما يتعلق بإعادة توطين وتأهيل الأشخاص الذين سيتأثرون بالتعديلات الإقليمية وفيما يتعلق ببرنامج التنمية الاقتصادية؛
ثم طلب من الأمين العام بطرس بطرس غالي متابعة تنفيذ الإجراءات المذكورة أعلاه، بما في ذلك المقترحات لجعل عملية التفاوض أكثر فعالية والحفاظ على الاتصال مع مجلس الأمن بشأن هذه المسألة. وفي ختام اجتماعات مارس 1993 طلب القرار من بطرس غالي تقديم تقرير عن الاجتماعات المشتركة.

## روابط خارجية
- نص القرار في undocs.org